# Bonrepos-Riquet
Bonrepos-Riquet é uma comuna francesa na região administrativa da Occitânia, no departamento do Alto Garona. Estende-se por uma área de 5.69 km², com 291 habitantes, segundo o censo de 2018, com uma densidade de 51 hab/km².